# Kaitajärvi (Korpilombolo socken, Norrbotten, 742227-181565)
Kaitajärvi är en sjö i Pajala kommun i Norrbotten och ingår i Kalixälvens huvudavrinningsområde. Sjön har en area på 0,927 kvadratkilometer och ligger 164 meter över havet. Sjön avvattnas av vattendraget Myllyjoki.

## Delavrinningsområde
Kaitajärvi ingår i det delavrinningsområde (742424-181557) som SMHI kallar för Utloppet av Kaitajärvi. Medelhöjden är 180 meter över havet och ytan är 6,57 kvadratkilometer. Det finns inga avrinningsområden uppströms utan avrinningsområdet är högsta punkten. Myllyjoki som avvattnar avrinningsområdet har biflödesordning 3, vilket innebär att vattnet flödar genom totalt 3 vattendrag innan det når havet efter 160 kilometer. Avrinningsområdet består mestadels av skog (71 procent). Avrinningsområdet har 0,92 kvadratkilometer vattenytor vilket ger det en sjöprocent på 14 procent.